# Seraina Mischol

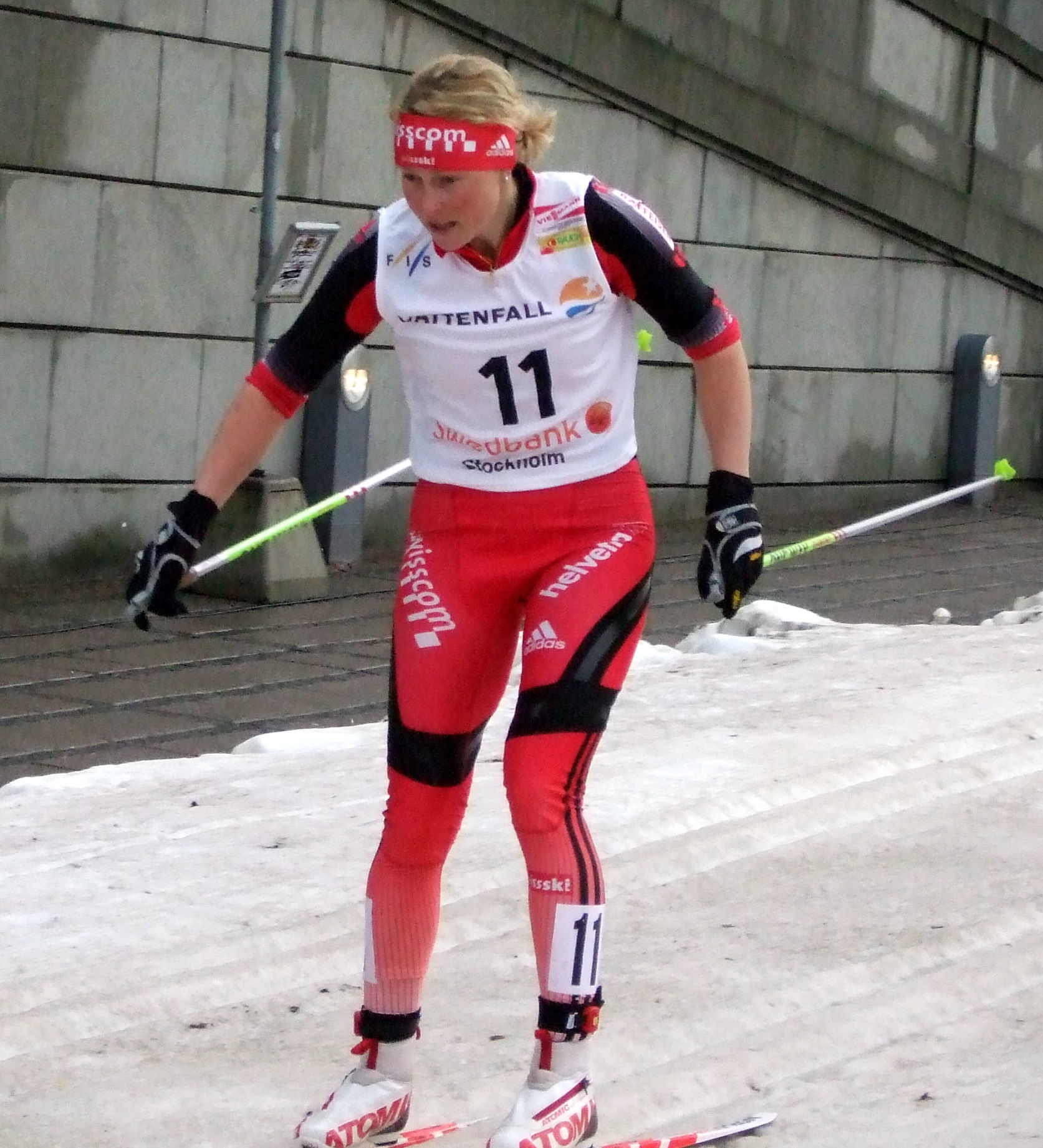
Seraina Mischol.

Seraina Mischol, född den 1 december 1981, är en schweizisk längdåkare. 
Mischol gjorde sin första start i världscupen 1999 på hemmaplan och hon har tävlat regelbundet i världscupen sedan 2001. Hennes bästa resultat är en fjärde plats i stafett från 2004. Individuellt är en femteplats det bästa resultatet som hon bland annat noterade vid Tour de Ski 2007/2008.
Mischol deltog i OS 2006 och hennes bästa resultat var en 11:e plats från stafetten.